# Carlisle (Arkansas)
Carlisle is een plaats (city) in de Amerikaanse staat Arkansas, en valt bestuurlijk gezien onder Lonoke County.

## Demografie
Bij de volkstelling in 2000 werd het aantal inwoners vastgesteld op 2304.
In 2006 is het aantal inwoners door het United States Census Bureau geschat op 2433, een stijging van 129 (5,6%).

## Geografie
Volgens het United States Census Bureau beslaat de plaats een oppervlakte van
12,7 km², waarvan 12,6 km² land en 0,1 km² water. Carlisle ligt op ongeveer 70 m boven zeeniveau.

## Plaatsen in de nabije omgeving
De onderstaande figuur toont nabijgelegen plaatsen in een straal van 32 km rond Carlisle.